# Pablo Tiscornia
José Pablo Tiscornia Baptista (Cerro Largo, 15 de febrero de 1974) es un exfutbolista y entrenador uruguayo.

## Clubes

### Como futbolista
| Club          | País        | Año       |
| ------------- | ----------- | --------- |
| River         | Uruguay     | 1993-1999 |
| USAC          | Guatemala   | 1999-2000 |
| Herediano     | Costa Rica  | 2000-2001 |
| Santa Bárbara | Costa Rica  | 2001-2004 |
| Cartaginés    | Costa Rica  | 2004-2006 |
| Ángel Firpo   | El Salvador | 2006-2007 |
| River         | Uruguay     | 2007-2009 |
| Cerro Largo   | Uruguay     | 2009-2011 |
| Rentistas     | Uruguay     | 2011      |
| Juventud      | Uruguay     | 2011-2012 |

### Como entrenador
| Club             | País             | Año              | PJ | PG | PE | PP | GF | GC | DG | Efectividad |
| ---------------- | ---------------- | ---------------- | -- | -- | -- | -- | -- | -- | -- | ----------- |
| River Plate      | Uruguay          | 2016-2019        | 52 | 18 | 20 | 14 | 73 | 67 | +6 | 47.44%      |
| Tacuarembo       | Uruguay          | 2019-Act.        | 7  | 1  | 1  | 5  | 6  | 9  | -3 | 19.05%      |
| Total en equipos | Total en equipos | Total en equipos | 59 | 19 | 21 | 19 | 79 | 76 | +3 | 44.07%      |